# 태화상운 (안산시)
태화상운(泰和商運)은 경기도 안산시 단원구 산단로19번길 5 (초지동)에 본사를 둔 시내버스 업체다.

## 연혁
- 1969년 : 태화여객(泰和旅客)이라는 상호로 서울특별시 영등포구에서 회사 설립
- 1972년 상반기 : 주사무소를 인천광역시로 옮기고 태화여객에서 현재의 사명으로 변경되었다.
- 1984년 : 본 회사 소속 시외버스 및 당시 같은 계열사였던 태화관광 소속 관광버스에 기본도색으로 가로로 연두색/회색 투톤에 측면에는 연두색 바탕인 바디판넬에 적색/청색/황색 3색 선도 적용된 디자인을 도입했다.
- 2006년 : 당시 같은 계열사로 인천광역시의 관광버스 회사인 태화관광을 흡수합병하면서 전세사업부를 신설했다.
- 2012년 4월 : 시외버스, 공항버스 등의 디자인이 분홍색 바탕에 양 측면에는 회색라인 적용 및 그 뒷면 태화 영문로고가 백색에 크기가 큰 로고를 적용한 디자인으로 변경되었다.
- 2015년 4월 15일 : 시화차고지 내에 천연가스 충전소를 설치해 자가운영을 개시했다.
- 2018년 9월: 시외버스 전 노선을 선진네트웍스로 양도.
- 2019년 9월 16일 : 본점을 인천광역시 중구 제물량로 26 (신흥동3가)에서 경기도 안산시 단원구 산단로19번길 5 (원시동)으로 이전했다.
- 2021년 1월 15일 : 경원여객에 피인수.

## 현황
2025년 8월 기준이다.
| 운행업체 | 보유 노선수 | 보유 노선수 | 보유 노선수 | 보유 노선수 | 보유 노선수 | 등록 대수 | 등록 대수 | 등록 대수 | 등록 대수 | 등록 대수 |
| -------- | ----------- | ----------- | ----------- | ----------- | ----------- | --------- | --------- | --------- | --------- | --------- |
| 운행업체 | 노선 합계   | 광역급행    | 직행좌석    | 일반좌석    | 시내일반    | 대수 합계 | 광역급행  | 직행좌석  | 일반좌석  | 시내일반  |
| 태화상운 | 4           | -           | -           | -           | 4           | 18        | -         | -         | -         | 18        |

## 운행 노선

#### 도시형버스
- ● 123번 : 탄도 ↔ 대부도 ↔ 시화방조제 ↔ 서울대학교 시흥캠퍼스 ↔ 오이도역 ↔ 시화지구 ↔ 이마트 시화점 ↔ 안산역 ↔ 초지역 ↔ 안산시청 ↔ 중앙역 ↔ 안산문화광장 ↔ 사동푸르지오아파트 ↔ 송산그린시티
- ● 727번 : 남4리 → 대남초등학교 → 대부동주민센터 → 영전3거리 → 대부교회 → 남4리
- ● 727-1번 : 남2리 → 상동 → 북동3거리 → 영전3거리 → 대동초등학교 → 상동 → 남2리(구.717번 변경·단축)
- ● 737번 : 탄도 ↔ 불도 ↔ 대동초등학교 ↔ 대부도 ↔ 북동3거리 ↔ 구봉도 ↔ 방아머리(수원 1004-1번과 연계는 되나 환승하기엔 어려움)

## 과거 운행 노선

#### 도시형버스
- ● 66번 : 반월공단 ↔ 안산역 ↔ 원곡동 ↔ 안산시청 ↔ 안산터미널 ↔ 한대앞역 ↔ 일동 ↔ 상록수역 ↔ 본오동 ↔ 반월역
- ● 71번 : 반월공단 ↔ 신안산대학교 ↔ 고잔신도시 ↔ 중앙역 ↔ 사동 ↔ 상록수역 ↔ 일동
- ● 71-1번 : 반월공단 ↔ 신안산대학교 ↔ 고잔신도시 ↔ 중앙역 ↔ 사동 ↔ 상록수역 ↔ 안산대학교
- ● 71-2번 : 사동푸르지오아파트 ↔ 고잔신도시 ↔ 중앙역 ↔ 사동 ↔ 상록수역 ↔ 안산대학교
- ● 22번 : 시화공단 ↔ 시화지구 ↔ 이마트 시화점 ↔ 안산역 ↔ 원곡동 ↔ 안산시청 ↔ 안산터미널 ↔ 사동 ↔ 상록수역 ↔ 본오동 ↔ 반월역 (2021년 3월 22일 경원여객으로 이관)
- ● 123-1번 : 탄도 ↔ 대부도 ↔ 시화방조제 ↔ 시화지구 ↔ 이마트 시화점 ↔ 안산역 ↔ 초지역 ↔ 안산시청 ↔ 중앙역 ↔ 안산문화광장 ↔ 사동푸르지오아파트 ↔ 송산그린시티
- ● 125번 : 홈플러스 시화점 ↔ 시화지구 ↔ 이마트 시화점 ↔ 안산역 ↔ 원곡동 ↔ 선부동 ↔ 와동 ↔ 안산시청 ↔ 안산터미널 ↔ 한대앞역 ↔ 일동 ↔ 상록수역 ↔ 본오동
- ● 2-1번: 선부동 ↔ 안산역 (마을버스 출신 노선으로, 경원여객과 공동배차하다가 현재는 경원여객이 단독 운행하다 폐선)
- ● 30-7번 : 연성지구 ↔ 시흥시청 ↔ 장곡동 ↔ 군자동 ↔ 도일시장 ↔ 신길지구 ↔ 안산역 ↔ 원곡동 ↔ 안산시청 ↔ 월피동<이 노선은 경원여객과 공동배차 운행 했었다.> (2018년 7월 18일 1년간 운행 중지)
- ● 717번: 대부도 - 사강

#### 일반좌석버스
- ● 707번 : 반월공단 ↔ 안산역 ↔ 원곡동 ↔ 안산시청 ↔ 안산터미널 ↔ 상록수역 ↔ 서수원터미널 ↔ 수원역
- ● 707-1번 : 신안산대학교 ↔ 고잔신도시 ↔ 한양대학교 안산캠퍼스 ↔ 상록수역 ↔ 서수원터미널 ↔ 수원역 (2019년 6월 12일 신설)

### 직행좌석버스
- ● 8847번: 부평역 ↔ 간석사거리 ↔ 서창JC ↔ 석수IC ↔ 관악역 ↔ 안양역 (운전기사 수급을 하지 못하여 개통 취소)
- ● 8848번 : 숭의역 ↔ 제물포역 ↔ 시민공원역 ↔ 석바위 ↔ 인천시청역 ↔ 만수역 ↔ 남동구청역 ↔ 제2경인고속도로 ↔ 관악역 ↔ 안양역 (2018년 9월 15일 폐선)

### 공항버스
- ● A7000번: 안산터미널 ↔ 안산역 ↔ 시흥관광호텔 ↔ 이마트 시화점 ↔ 정왕동 모아아파트 ↔ 인천국제공항
- ● A7001번: 부천터미널 ↔ 부천소방서 ↔ 소사역 ↔ 대야동 ↔ 인천국제공항
- ● A7002번: 안산 ↔ 안산역 ↔ 시흥관광호텔 ↔ 이마트 시화점 ↔ 정왕동 모아아파트 ↔ 월곶동 ↔ 대야동 ↔ 김포국제공항[2]

### 시외버스
안산종합버스터미널 출발 노선
- 안산 ↔ 군포 ↔ 장평 ↔ 강릉<대원고속, 동해상사고속, 강원여객과 공동 운행>
- 안산 ↔ 청주<금남고속, 새서울고속과 공동 운행>

안산역 출발 노선
- ● R700-1번: 안산역 ↔ 원곡동 ↔ 안산시청 ↔ 성포동 ↔ 사동 ↔ 상록수역 ↔ 수인산업도로 ↔️ 당수동 ↔️ 과천봉담도시고속화도로<의왕요금소> ↔️ 과천우면산도시고속화도로 ↔️ 강남역

부천터미널 소풍 출발 노선
- ● R8821번: 부천터미널 소풍 ↔ 송내역 ↔ 수원역 ↔ 수원종합버스터미널
- 부천 ↔ 안양 ↔ 강릉<경기고속, 대원고속, 동해상사고속, 강원여객, 강원흥업과 공동 운행>
- 부천 ↔ 광주 (무정차)<경기고속, 대원고속, 금호고속, 금남고속, 광신고속과 공동 운행>
- 부천 ↔ 안산 ↔ 수원 ↔ 오산 ↔ 북대구<코리아와이드진안, 코리아와이드경북과 공동 운행>
- 부천 ↔ 안산 ↔ 목포<대원고속, 금호고속, 광신고속과 공동 운행>

용현동 출발 노선
- ● R8848번: 용현동 ↔ 제물포역 ↔ 인천시청역 ↔ 구월동 ↔ 만수동 ↔ 안양역시외버스터미널 (2013년 10월 12일부로 성남종합버스터미널에서 비산동으로 단축운행) (2016년 11월 21일까지 운행 후 직행좌석버스로 전환 후 2018년 9월 15일 폐선)
- ● R8856번: 용현동 ↔ 제물포역 ↔ 인천시청역 ↔ 남동구청 ↔ 월곶 ↔ 시화지구 ↔ 이마트 시화점 ↔ 안산역 ↔ 안산시청 ↔ 스타프라자 (2015년 9월 5일 부로 폐선)

인천종합버스터미널 출발 노선
- ● R8810번: 인천종합버스터미널 ↔ 모란역 ↔ 성남종합버스터미널<대원고속과 공동 운행>[3]
- ● R8816번: 인천종합버스터미널 ↔ 성균관대역 ↔ 서수원시외버스터미널<대원고속과 공동 운행>[4]
- 인천 ↔ 강릉(무정차)<경기고속, 대원고속, 동해상사고속, 강원여객, 강원흥업과 공동 운행>
- 인천 ↔ 안산 ↔ 수원 ↔ 죽산 ↔ 두원공과대학교 ↔ 진천<친선고속, 경일여객과 공동 운행>
- 인천 ↔ 안산 ↔ 수원 ↔ 오산 ↔ 구미 ↔ 북대구<코리아와이드경북, 금남고속과 공동 운행>
- 인천 ↔ 안산 ↔ 수원 ↔ 오산 ↔ 경주 ↔ 포항<아성고속, 천마고속, 금남고속과 공동 운행>

안양 출발 노선
- 안양 ↔ 안산 ↔ 영광 ↔ 목포<대원고속, 광신고속과 공동 운행>

정왕동 출발 노선
- ● R700번: 시화지구 ↔ 이마트 시화점 ↔ 안산역 ↔ 원곡동 ↔ 안산시청 ↔ 성포동 ↔ 사동 ↔ 상록수역 ↔ 수인산업도로 ↔️ 당수동 ↔️ 과천봉담도시고속화도로 <의왕요금소> ↔️ 과천우면산도시고속화도로 ↔️ 강남역
- ● R8467번: 시흥시외버스터미널 ↔ 이마트 시화점 ↔ 안산역 ↔ 원곡동 ↔ 안산시청 ↔ 성포동 ↔ 사동 ↔ 상록수역 ↔ 반월역 ↔ 대야미역 ↔ 군포역 ↔ 산본역 ↔ 모란역 ↔ 성남[3]

용현동 출발 노선
- ● R8851번: 용현동 ↔ 제물포역 ↔ 인천시청역 ↔ 구월동 ↔ 만수동 ↔ 신천동 ↔ 매화동 ↔ 목감사거리 ↔ 수암동 ↔ 부곡동 ↔ 수원역 ↔ 수원종합버스터미널 <대원고속과 공동 운행>

부평역 출발 노선
- ● R737번: 부평역 ↔ 부천역 ↔ 대야동 ↔ 월곶 ↔ 시화지구 ↔ 안산역 ↔ 원곡동 ↔ 안산시청 ↔ 성포동 ↔ 사동 ↔ 상록수역 ↔ 웃거리 ↔ 수원역 ↔ 수원종합버스터미널
- ● R8414번 : 부평역 ↔ 부천터미널 소풍 ↔ 모란역 ↔ 성남종합버스터미널[3]
- ● R8860번 : 부평역 ↔ 부천역 ↔ 대야동 ↔ 왕궁예식장 ↔ 비산동 ↔ 범계역 ↔ 모란역 ↔ 야탑역 ↔ 성남종합버스터미널(2018년 1월 15일 부로 폐선)[7]

## 보유 차종

#### 자일대우버스
- 자일대우 레스타
- 자일대우 NEW BS106

#### 현대자동차
- 현대 카운티
- 현대 E-에어로타운
- 현대 그린시티
- 현대 뉴 슈퍼 에어로시티
- 현대 일렉시티
- 현대 뉴 프리미엄 유니버스 엘레강스

## 사업장 현황
- 본사 : 경기도 안산시 단원구 산단로19번길 5 (초지동)
- 시화영업소 : 경기도 시흥시 희망공원로 276 (정왕동)

## 갤러리

태화상운 시외버스 R8848번(구도색)
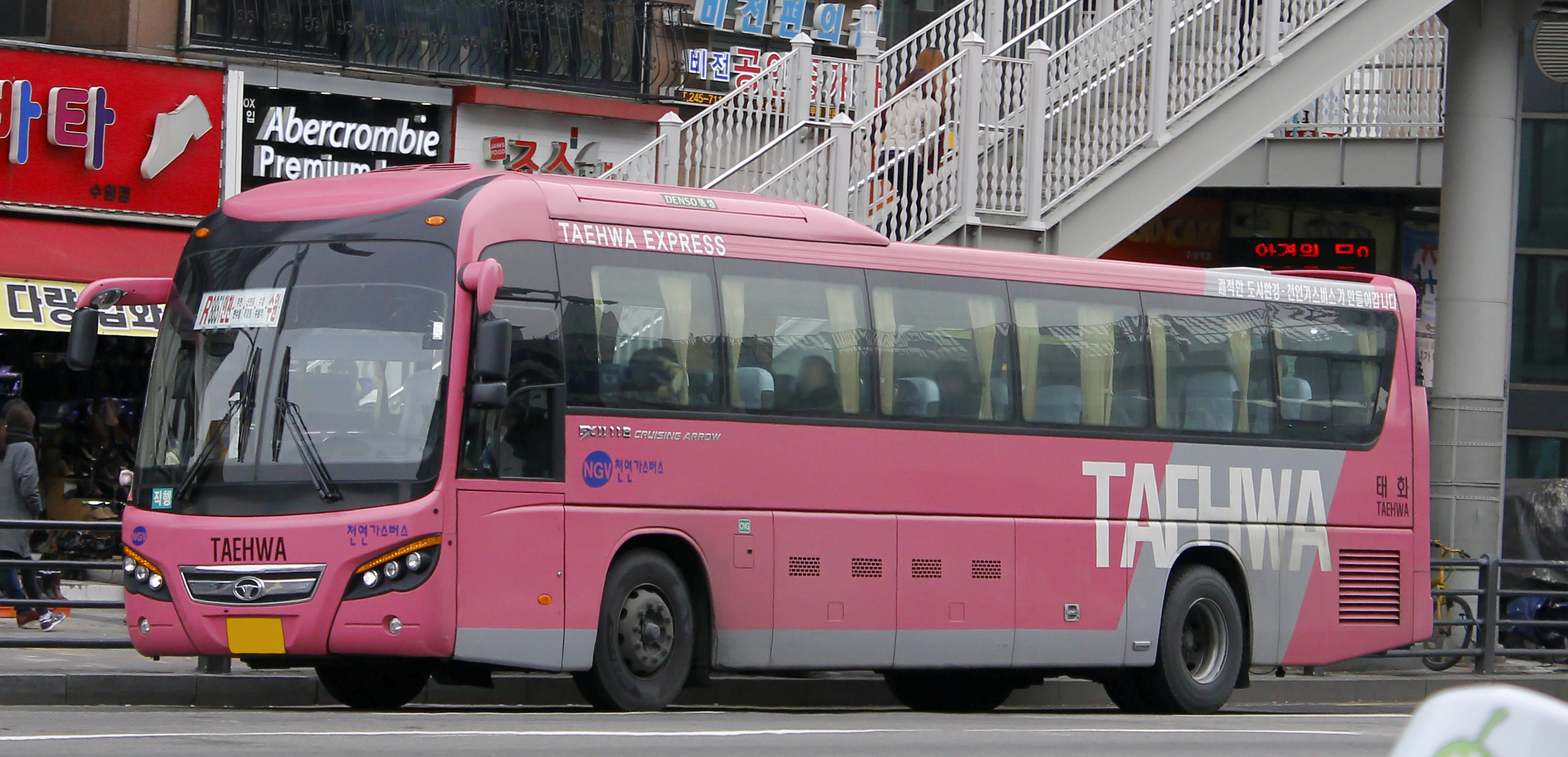
태화상운 시외버스 R8851번(신도색)

## 같이 보기
- 경원여객
- 시흥교통
- 써클라인